# Stum
En stum person er et menneske, der mangler evnen til at tale. For nogle er dette en medfødt tilstand, mens det for andre kan være en konsekvens af manglende høreevne, et psykisk traume eller en ubehagelig oplevelse. Tilstanden er forskellig fra, men kan i nogen grad opfattes som en parallel til afasi, der er manglende evne til at formulere talesprog, ofte som følge af en hjerneskade eller blodprop.